# Medicina esportiva

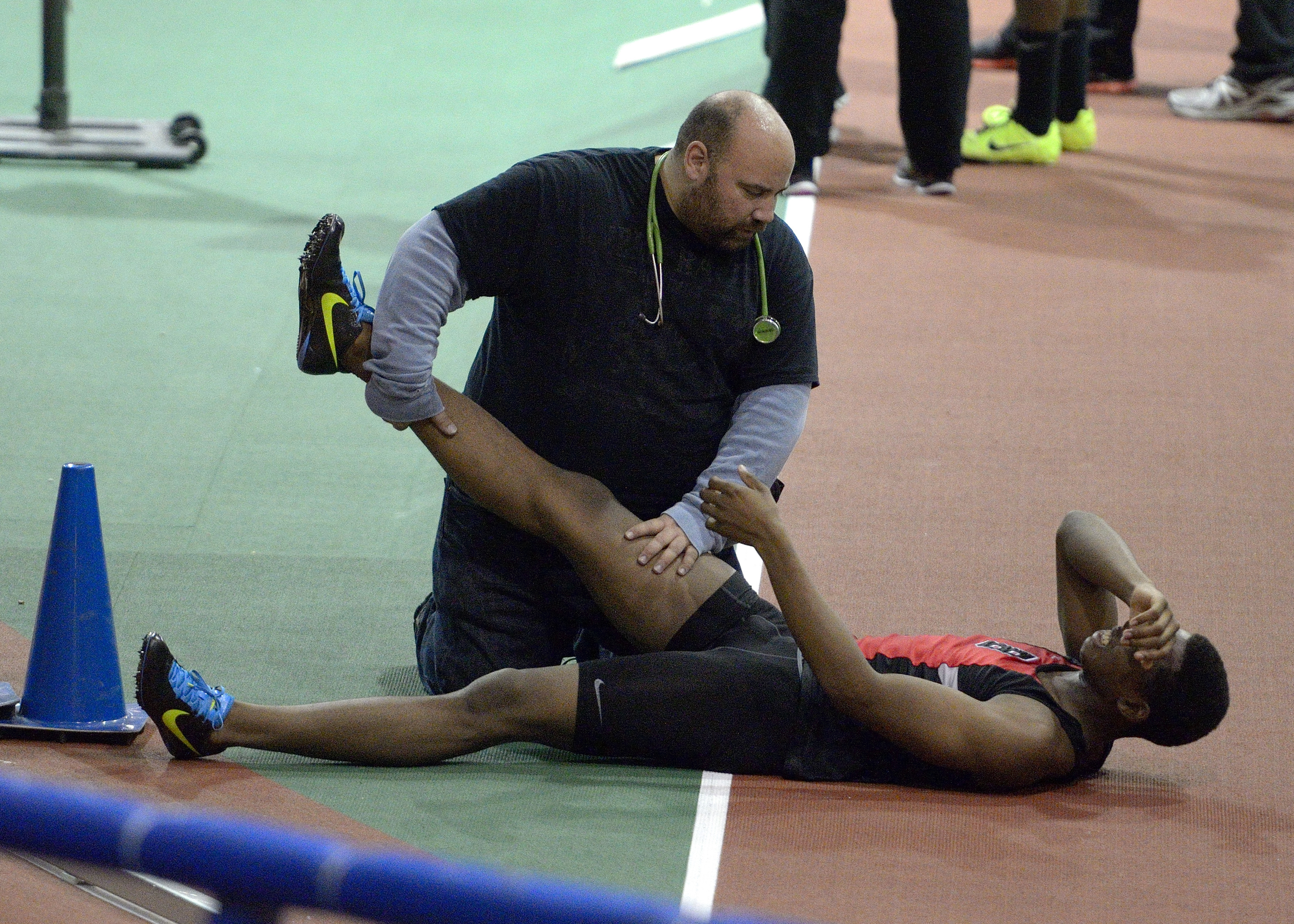
Medicina esportiva.

Medicina esportiva é uma especialidade médica que inclui segmentos teóricos e práticos da medicina com o objetivo de investigar a influência do exercício, do treinamento e do esporte sobre as pessoas sadias ou doentes, com a finalidade de prevenir, tratar e reabilitar."
Desta maneira, se ocupa de avaliar e acompanhar os praticantes de atividade físico-desportiva antes, durante e após a prática desta atividade. Por outro lado, a Medicina Desportiva está direcionada não só a atletas de alto nível mas, também, pessoas não atletas que procuram utilizar a atividade física como meio de melhorar sua saúde.
A Academia Americana de Medicina Esportiva orienta que adultos exerçam 30 minutos de atividade física de forma moderada por no mínimo cinco dias na semana, ou em casa de treinos mais intensos, exercitem por 20 minutos em três dias durante a semana.